# الامیناس، لاگونا
الامیناس، لاگونا (به لاتین: Alaminos, Laguna) یک سکونتگاه مسکونی در فیلیپین است که در لاگونا واقع شده‌است.

## خصوصیات
الامیناس ۵۷٫۴۶ کیلومترمربع مساحت و ۴۳٬۵۲۶ نفر جمعیت دارد.